# Потатау Те Фероферо
Потатау I (маори Pōtatau Te Wherowhero) (около 1800 года — 25 июня 1860 года) — воин маори, вождь племени Уаикато, первый король маори и основатель королевской династии Те Фероферо. После того, как он стал королём, Те Фероферо принял имя Потатау I.
Похоронен на горе Таупири.